# Karosa C 744
Karosa C 744 (русск. [каро́са цэ се́дм сет чтыржице́т чты́ржи]) — модель пригородного сочленённого высокопольного автобуса, производившегося компанией Karosa в городе Високе-Мито в 1983—1992 годах.

## Конструкция
C 744 структурно происходит от модели C 734. Основной целью производителя была унификация всех моделей семейства 700, что делало их проще в эксплуатации. Karosa C 744 — это трёхосный двухсекционный автобус с кузовом полунесущей конструкции, соединённый между секциями узлом сочленения. Ведущий мост — задний — приводится в движение двигателем, который расположен позади него. Передний мост имеет независимую подвеску колёс марки LIAZ. Средний и задний мосты — производства венгерской фирмы Rába. По правому борту размещены три двустворчатых навесных прислонно-сдвижных двери (примерно одинаковой ширины). Компоновка салона — 2+2 по ходу движения.

## Производство
Идея запуска производства сочленённых автобусов возникла в Чехословакии в 1980-х годах. В то время в стране эксплуатировались автобусы Ikarus 280. Они были относительно надёжны, но возникали проблемы с запчастями, поставлявшимися из Венгрии. Первый опытный образец C 744 был изготовлен в 1983 году, ещё три образца — в 1986—1987 гг. Серийное производство было запущено в конце 1988 года. До прекращения производства (1992 год) было выпущено 324 машины, включая опытные образцы.

## Модификации C744
- C744.20 (1988) с дизельным двигателем LIAZ ML635 мощностью 180 кВТ и объемом 11,94 литра.
- C744.24 (1989-1991) с дизельным двигателем LIAZ ML637 мощностью 189 кВТ и объемом 11,94 литра.

Модель C 744 предназначалась для перевозчиков, обслуживавших пригородные маршруты малой дальности. Тем не менее, C 744 использовали и на городских маршрутах, например, в Остраве и Братиславе.